# François Willi Wendt
François (Franz) Willi Wendt (* 16. November 1909 in Berlin; † 15. Mai 1970 in Châtillon (Hauts-de-Seine)) war ein französischer Maler.
Er war ein bedeutender Vertreter der Abstrakten Malerei in der Nouvelle École de Paris neben Roger Bissière, Hans Hartung, André Lanskoy, Serge Poliakoff, Pierre Soulages, Nicolas de Staël und anderen. Nach seinem endgültigen Entschluss zur Malerei und wegen seines Widerstands gegen das NS-Regime entschloss er sich 1937 zum Exil in Frankreich. Dort wurde er „einer der besten und persönlichsten Maler seiner Generation; Künstler einer hohen Reinheit und einer festen Kultur, seine persönliche Forderung, seine Bescheidenheit und auch sein moralischer Sinn haben zu lange Zeit ihn nicht erlaubt die Anerkennung, die er verdient haben würde, zu erreichen.“

## Leben
François W. Wendt stammte aus einer bescheidenen sozialistischen Berliner Familie. Nach dem Besuch des „Gymnasiums Zum Grauen Kloster“ in Berlin bestand er im Jahr 1928 das Abitur. Von 1928 bis 1934 studierte er an den Universitäten von Berlin, Heidelberg und Freiburg im Breisgau Philosophie bei den Professoren Martin Heidegger und Karl Jaspers sowie Literaturgeschichte und Kunstgeschichte. Nebenbei zeichnete und malte er, insbesondere mit Julius Bissier; er war gut bekannt mit Herwarth Walden und schuf 1931 seine ersten abstrakten Gemälde.
Im Jahr 1928 wurde er durch Vermittlung seines Vaters Mitglied der SPD in Berlin. Seit dieser Zeit gehörte er auch zum sozialistischen Studentenbund und zuletzt der Roten Studentengruppe (RSG) an. In dieser Periode war er befreundet mit Joachim Memel, dem Schriftsteller Bellac, dem Maler Rostà, dem Verleger Walter Kahnert und Werner Stein.
Die nationalsozialistische Gleichschaltung zwang ihn jedoch 1934, als er sich bereits auf die Promotion in Philosophie und das Staatsexamen vorbereitet hatte, die vorgesehene wissenschaftlich-pädagogische Laufbahn aufzugeben und er entschloss sich, die Universität zu verlassen.
In den Sommern der Jahre 1936 und 1937 reiste er nach Italien, um sich bei Adolf Fleischmann als Maler weiter auszubilden und Archäologie zu studieren, seine endgültige Entscheidung für eine künstlerische Tätigkeit als Maler fiel in diesem Zeitraum.
Im Herbst 1937 wanderte er unter dem Vorwand wissenschaftlicher Studien zusammen mit seiner Freundin Greta Saur/Sauer nach Frankreich aus. In Paris besuchte er das Atelier von Fernand Léger und trat in freundschaftliche Beziehungen zu Wassily Kandinsky, Robert Delaunay, Otto Freundlich und Serge Poliakoff.
1938 wurde er mit der Hilfe von Robert Desnos und Robert Delaunay als „politischer Flüchtling“ von den französischen Behörden anerkannt.
Ab September 1939 wurde er dennoch als „unerwünschter Ausländer“ in verschiedene französische Internierungslager (Orléans, Cepoy (verrerie de Montenon), Les Milles bei Aix-en-Provence, Nîmes) und Straflager (Aubagne, Fort de Chapoly bei Lyon) gebracht, bis er in den Untergrund floh. Damals fand er Schutz bei Robert Minder und P. Andry-Farcy, dem Direktor des Museums in Grenoble, und lebte mit der Identität von „François Aymon“ zuerst in Grenoble, dann in „La Tronche“, wo seine Freundin Greta Saur/Sauer, nach ihrer Verhaftung im Camp de Gurs, Asyl gefunden hat. Dort lernte er auch die aus dem Elsass geflohene Charlotte Greiner kennen, die er 1945 heiratete.
Sein Vater Wilhelm Wendt beging 1943 in Berlin Selbstmord, da ihm wegen politischer Streitigkeiten Arbeitsverlust und die Gefahr einer Denunzierung drohten.
1945 zog er nach Paris und nahm erneut ein Universitätsstudium auf, arbeitete besonders über den deutschen Expressionismus, trieb seine bildlichen abstrakten Forschungen weiter und schloss sich wieder der künstlerischen Bewegung an, die sich reorganisiert hatte. Er zeigte seine Werke im Rahmen des „Salon des Surindépendants“ und gehörte nach dessen Gründung im Jahr 1946 auch dem „Salon des Réalités Nouvelles“ an. Bei diesem Salon setzte er sich dafür ein, dass die durch das NS-Regime stigmatisierten deutschen Maler ihre Werke ausstellen konnten.
Nach der Geburt seiner ersten Tochter Marthe Wendt im Jahr 1946 bezog er mit seiner Familie eine Wohnung und ein Atelier in der Rue Hoche in Châtillon (Hauts-de-Seine) in der Nähe von Paris, wo ein großer Teil seines Werks entstand. Im Jahr 1947 wurde der Sohn Claude geboren.

In 1949, schloss er Freundschaft mit Roger Van Gindertael, Mitgründer und Chefredakteur der „Revue Cimaise“ und der Pariser Ausgabe der „Beaux Arts“ de Bruxelles und Kunstkritiker in der französischen Zeitung „Combat“. Unter den für ihn unsicheren Verhältnissen wie Staatenlosigkeit, einer nur vorübergehenden Aufenthaltsberechtigung und bei geringem Einkommen fanden dann die ersten Einzel- und Gruppenausstellungen statt, die ihm einen kometenhaften Aufstieg und die Anerkennung von seinen Kollegen unter den Kunstmalern eintrugen.
Die Kunstmalerin Karskaya erinnerte sich später: „… er war der authentischste und selbst treuste Maler; er konnte seine Bilder nicht unterzeichnen, es genügte ein im Auge zu haben um es, ohne seine Signature, in diesen babylonischen Salons zu finden“.
Im Jahr 1960 wurde seine zweite Tochter Anouk geboren. Im folgenden Jahrzehnt hat er die Verwirklichung seines Werkes in großer Anonymität verfolgt, aber unter den bewundernden Blicken einiger treuer Freunde und seiner Ehefrau Charlotte, die ihn sein ganzes Leben unterstützte.
1968 erhielt er besonders mit der Hilfe von Roger Bissière, Pierre Soulages, Olivier Debré, Bernard Dorival, Direktor des Musée National d’Art Moderne (MNAM) und Unterstützung von Robert Minder (Collège de France) die französische Staatsbürgerschaft.
Am 15. Mai 1970 starb er plötzlich in seinem französischen Heim in Châtillon (Hauts-de-Seine).

## Werke
„Obwohl er beinahe ein Veteran der abstrakten Kunst ist – denn er gehörte schon vor dem Zweiten Weltkrieg dazu, als sich diese ästhetische und ontologische Revolution in Paris nur im Verborgenen vollzog –, war es für François Willi Wendt von Anfang an klar, dass das neue, dem künstlerischen Akt geschenkte Bedeutungsmittel eine tiefergehende Identität von Fundus und Form verlangt, und zwar gerade deshalb, um die Realität zu erreichen.
Daher ist François Willi Wendt für die neueste Kunst ein geradezu beispielhafter Fall geworden. Umso mehr noch, als er durch die lange Treue zu seiner Auffassung die Vollendung bereits in dem erreicht hat, was jetzt von jüngeren Malern angestrebt wird.
Sein Ziel war immer eine dichte und rhythmisierte Struktur von einer Kohärenz, die diejenige der Materie einholt. So ging für François Willi Wendt lebende Realität der Malerei mit der Dauer des Realen überein. Aber er ließ seine Malerei nicht von irgendeinem von der äußeren Welt empfangenen Impuls abhängig werden, zumindest nicht von einem ihm deutlich und bewusst gewordenen Impuls. Nie wollte er freiwillig in seinen Bildern die Malerei mit den Naturerscheinungen verwechseln oder mit dem, was er vor den Naturerscheinungen empfunden hat. Wenn die Natur dennoch in seinem Werk gegenwärtig ist oder der Betrachter seiner Bilder Natur dort zu entdecken glaubt, dann doch viel weniger nach Maßgabe dessen, wovon sie ausgegangen ist, als vielmehr darum, weil eine allgemeine Ordnung das physische Milieu und den mentalen Raum des Menschen bestimmt. Beide vereinigen sich und werden der Ort, an dem das Kunstwerk als Materialisation einer Existenz zu stehen hat. So vollendet sich allein im Akt des Malens die zeitweilige Einheit des Menschen und des Universums. Auge und Geist sind weit offen auf einen unmessbaren, ja unbegrenzten Raum, und dieser Raum ist dann ganz eigentlich „sein Raum“ geworden, schon ehe er auf der Leinwand ist für den Mahler und den Betrachter. Diese Ausdehnung in der Natur ist in jedem der Bilder Wendts fühlbar, und zwar durch die Spannung dichter Strukturierung. Durch das Licht der Malerei ist diese Spannung meist fast imponderabel geworden, ebenso wie durch den starken Grad von Vollendung und Luzidität des Bewusstseins.“

## Einzelausstellungen
- 1951 Paris, Galerie Colette Allendy (Frankreich)
- 1954 Wuppertal, Galerie Parnass (Dir.: Rolf Jährling) (Deutschland)
- 1955 Düsseldorf, Centre d’Etudes françaises (Deutschland)
- 1955 Lausanne, Galerie L’Entracte (Dir.: E. Genton) (Schweiz)
- 1955 Ascona, Galerie La Citadella (Dir.: Gisèle Real) (Schweiz)
- 1959 Paris, Galerie Paul Facchetti (Frankreich)
- 1963 Trier, mit Greta Saur/Sauer, Städtisches Museum (Dir.: Curt Schweicher) (Deutschland)
- 1964 Frankfurt am Main, Galerie Dorothea Loehr (Deutschland)
- 1971 Châtillon (Hauts-de-Seine), « Châtillon des Arts », retrospective Ausstellung (Frankreich)
- 1972 Paris, Foyer International d’Accueil de Paris, retrospective Ausstellung (Frankreich)

## Gruppenausstellungen
- 1938 « Point 38 par les jeunes » in der Galerie L’Equipe (Dir.: J. Lacasse)
- 1943 « 3e Salon de printemps » in Monte-Carlo, mit dem Namen von « François Aymon » (Organisation: P. Andry-Farcy, Direktor des Grenoble Museums)
- 1946 Paris, Salon des Surindépendants
- von 1946 bis 1970 Paris, Salon des Réalités Nouvelles
- 1949 und 1950 Copenhagen, Arhus (Danemark), « Hostudstillingen »
- 1952 und 1953 Paris, Salon d’Octobre
- 1954 Paris, Salon de Mai
- 1955 Paris, Studio Paul Fachetti: Karel Appel, Benrath, Boille, Calcagno, Debré, Downing, Goldfarb, Graziani, Ionesco, Jaffe, Kaiser, Laubiès, Levée, Signori, Ting, Tsingos, Van Haardt, Wendt
- 1955 Leverkusen, (Deutschland): « Ausgewanderte Maler in Frankreich » (Peintres allemands émigrés en France) (mit Jankel Adler, Lou Albert-Lasard, Eduard Bargheer, Max Beckmann, Francis Bott, Heinrich Campendonk, Heinrich Maria Davringhausen/Davring, Max Ernst, Otto Freundlich, Johnny Friedlaender, Hans Hartung, Paul Klee, Moissey Kogan, Jeanne Kosnik-Freundlich, Rudolf Levy, Rolf Nesch, Max Peiffer Watenphul, Hans Purrmann, Joseph Sharl, Kurt Schwitters, Ferdinand Springer, Emma Stern, François Willi Wendt und Wols), Städtisches Museum, Schloss Morsbroich
- 1957 Lissone (Italien)
- 1958 Mannheim, « Nouvelle Ecole de Paris – Französische Malerei des Gegenwart » (Organisation: Pr G. Fuchs und R. Van Gindertael)
- 1959 Leverkusen, Städtisches Museum, « Neues aus der neuen Malerei – Gruppe des Studio Paul Facchetti » (Organisation: C. Schweicher)
- 1961 London, Drian Gallery, « Künstler des 16en Salon des Réalités Nouvelles » (Großbritannien)
- 2006 Paris, Galerie Drouart, « Réalités nouvelles 1948–1955 »

## Gruppenausstellungen mit Manifestcharakter
- 1954 Paris, Galerie Arnaud: « Divergences »
- 1955 Paris Galerie Craven: « Six peintres actuels » Istrati, Kolos-Vary, Wilfrid Moser, Nallard, Vulliamy et Wendt (Organisation: R. Van Gindertael)
- 1955 Paris, Galerie R. Creuze: « Phases de l'art contemporain» (Organisation: E. Jaguer)
- 1957 Paris, Galerie Greuze: « 50 ans de peinture abstraite »
- 1956/1957 Paris Galerie Arnaud: « Pentagone », (von Michel Ragon, Pierre Restany, Roger Van Gindertael, Herta Wescher und Julien Alvard ausgewählte Künstler)
- 1960 Paris, Galerie Raymonde Cazenav: « Permanence et actualité de la peinture » mit Chafic Abboud, Roger Bissière, Camille Bryen, Chapoval, Oscar Gauthier, Alexandre Istrati, André Lanskoy, Milo, Wilfrid Moser, Louis Nallard, Jean Pougny / Iwan Albertowitsch Puni, Pierre Soulages, Nicolas de Staël, Serge Vulliamy und François W. Wendt (Organisation: R. Van Gindertael)
- 1961, 1962, 1963 Montrouge: « La Vache Noire », « Salon de Montrouge », « Ligne 4 ».